# Al-Hàrith ibn Amr al-Kindí
Al-Hàrith ibn Amr al-Kindí fou rei dels Kinda de Nedjd i per un temps rei de l'Aràbia sassànida en lloc de la dinastia làkhmida.
Va succeir al seu pare Amr vers el 490. Va tenir relacions amb totes les potències de l'època. Vers el 500, dos dels seus fills, Hudir i Madi-Karib, van atacar la frontera romana d'Orient i el 502 el pare va ajustar un tractat de pau amb els grecs. Vers el 523, sigui per conquesta (amb suport romà d'Orient) o per decisió del rei sassànida, va assolir el poder a la zona d'influència sassànida a Aràbia amb capital a al-Hira; va adoptar la religió mazdaquista però degué mantenir els contactes amb els romans d'Orient perquè el 527 es va retirar (o fou expulsat) d'al-Hira i va anar a l'Imperi Romà d'Orient on li fou concedit un filarcat a Palestina, però enfrontat al dux provincial Diomedes, va fugir al desert, on el 528 fou mort pel làkhmida al-Mundir o per un kalbita (segons les fonts).
Els seus quatre fills es van disputar el poder.